# 吕科斯沟脊地
吕科斯沟脊地（Lycus Sulci）是火星亚马逊区中一处地表特征，其中心坐标为北纬24.6度、西经141.1度，长约1350公里，名称取自古典反照率特征名。
术词“沟脊”（“Sulcus”，复数“sulci”）适用于近似平行的沟槽和垄脊。

## 图集

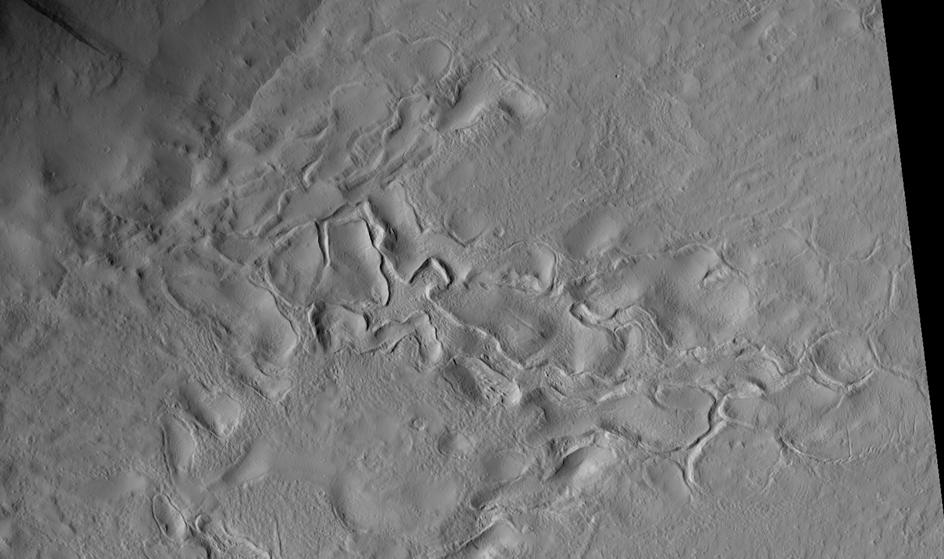
吕科斯沟脊地表面特征，HiWish计划下高分辨率成像科学设备拍摄。
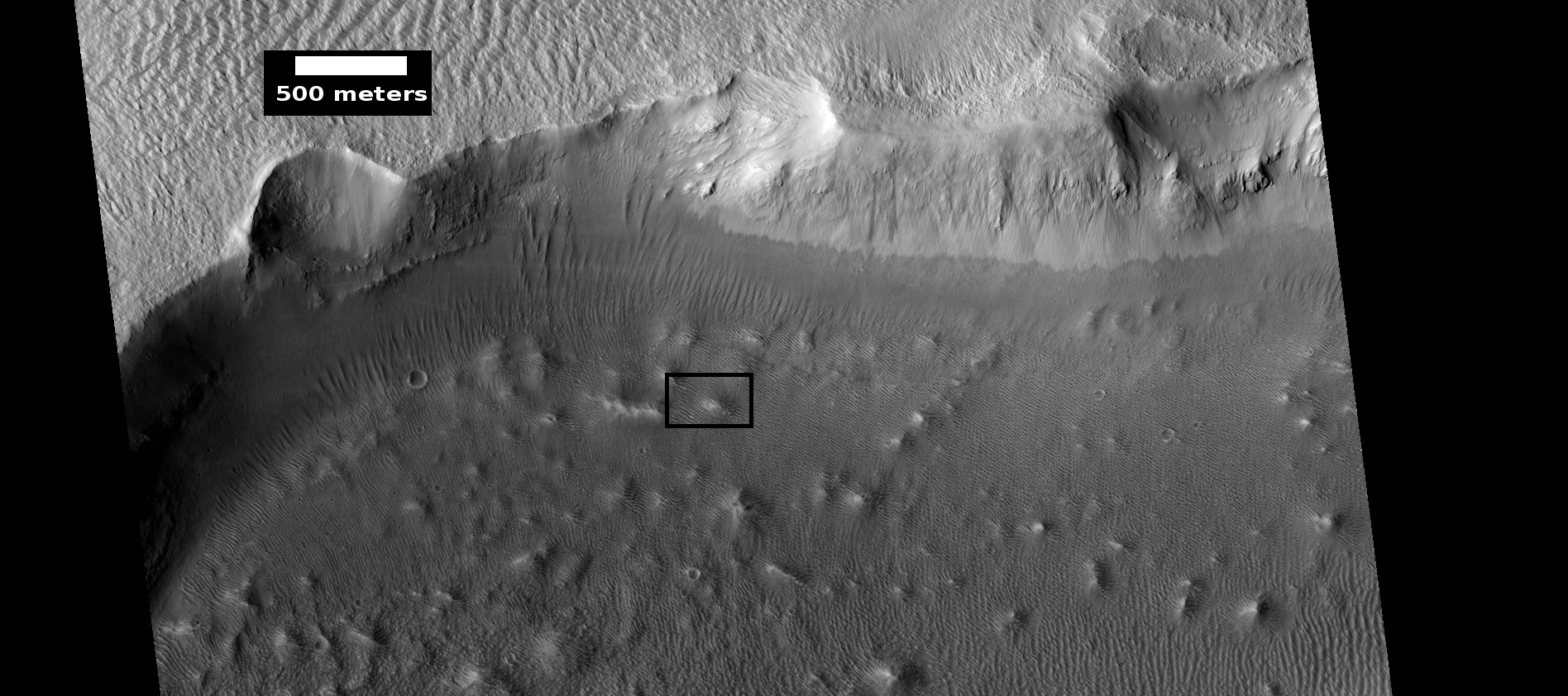
HiRISE计划下高分辨成像科学设备看到的吕科斯沟脊地地表和陨坑壁，陨石坑底部分布有许多土丘和山脊。方框中的区域在下一幅照片中放大。
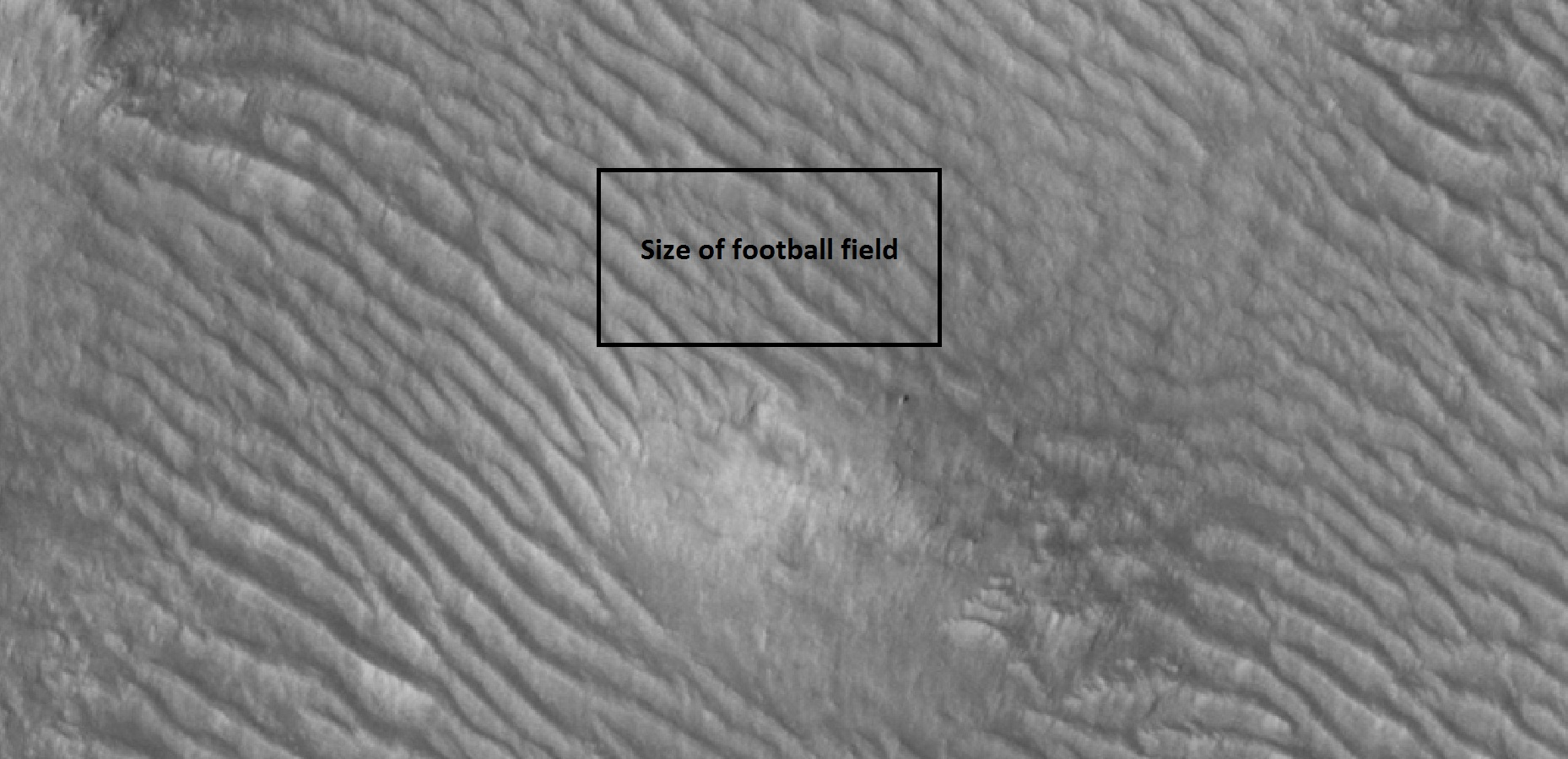
土丘和山脊特写，高分辨成像科学设备通过HiWish计划所拍摄。
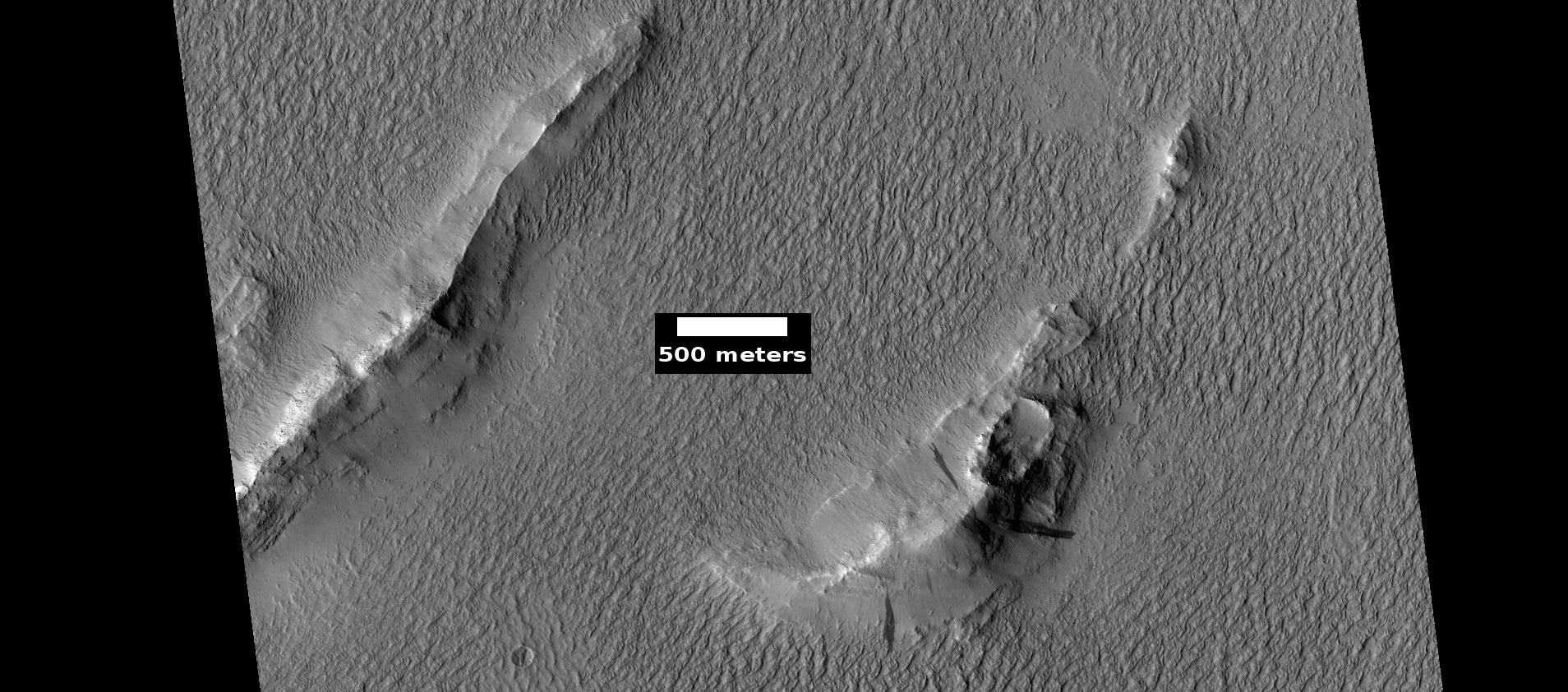
HiWish计划下高分辨成像科学设备看到的吕科斯沟脊地中的层状结构和暗坡条纹。
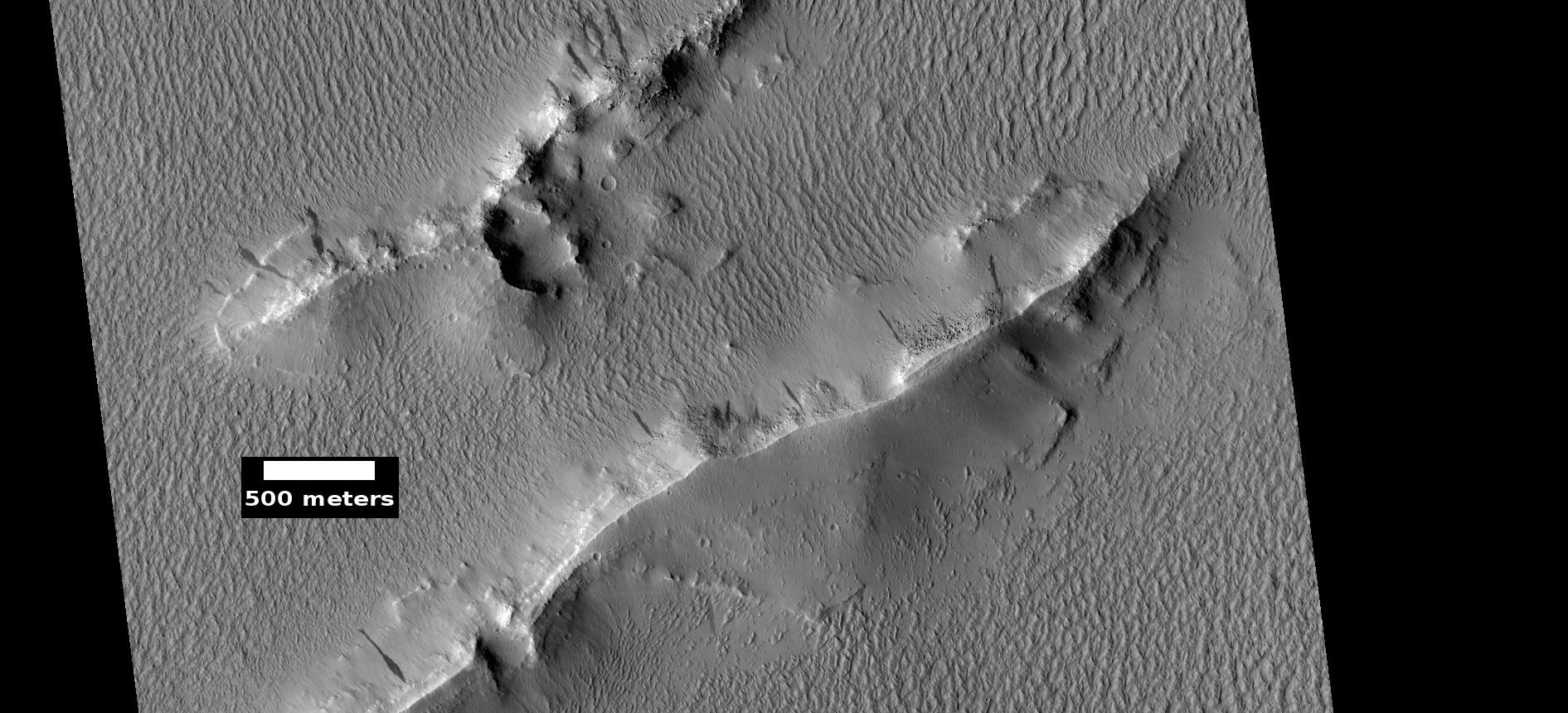
HiWishE计划下高分辨成像科学设备看到的吕科斯沟脊地中的层状结构和暗坡条纹。